# Delícies turques

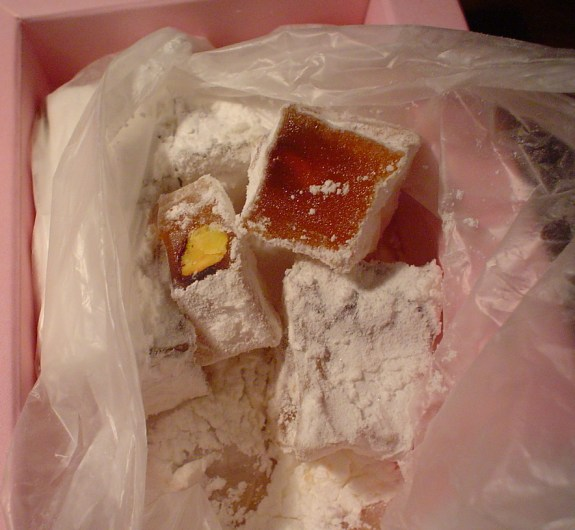
Delícies turques amb festucs

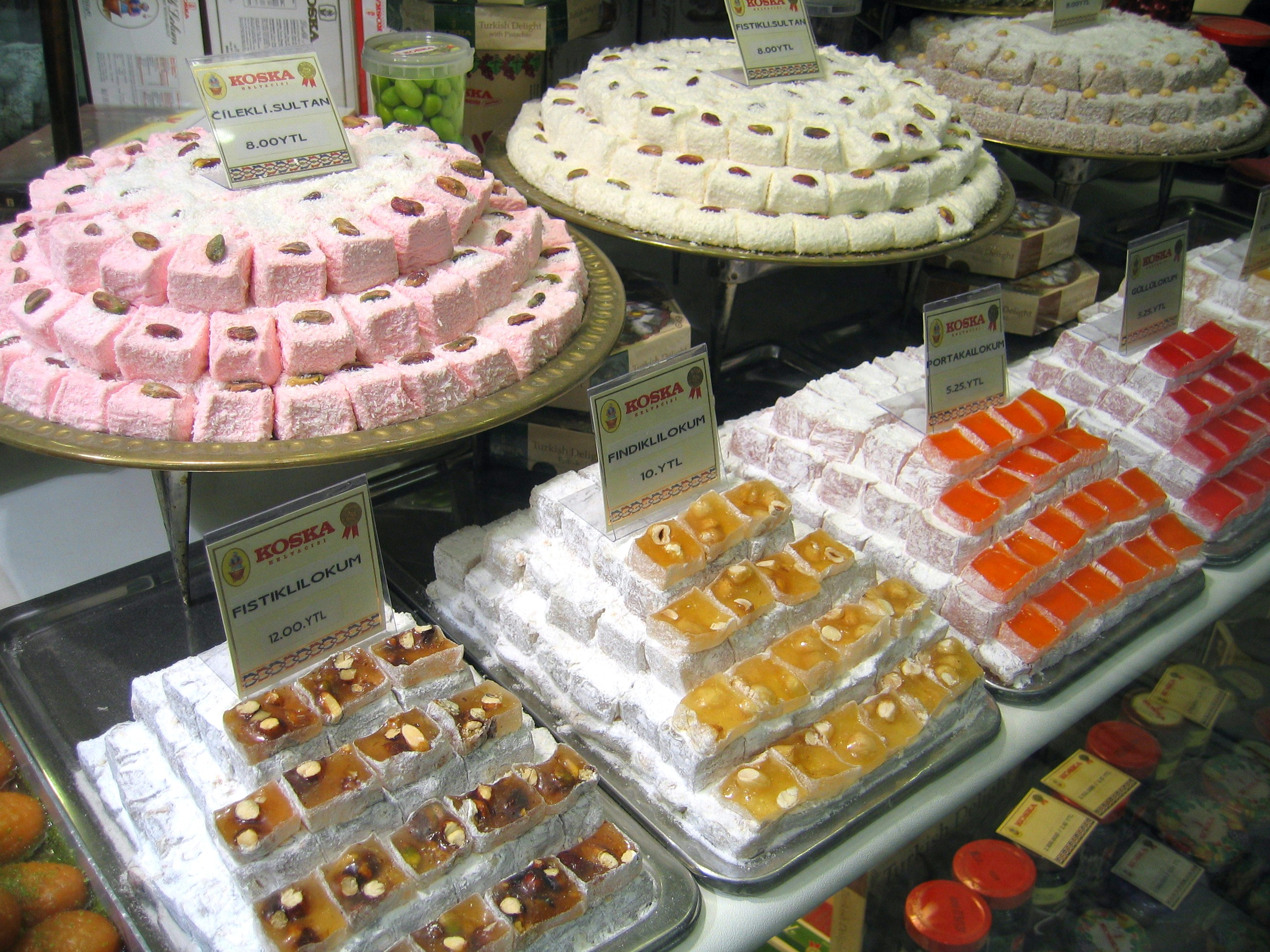
Koska Helvacısı és un productor centenari (est. 1907) a Turquia de helva i delícies turques.

Les delícies turques (turc: lokum) són unes llaminadures turques, xipriotes, o gregues, semblants a unes gominoles una mica més consistents, tallades a cubs i envoltades de sucre glas perquè no s'enganxin entre elles. Solen tenir gust de fruita (taronja, per exemple) o d'altres aromes i espècies, com per exemple, de rosa, gingebre o flor de taronger. Estan fetes amb sucre, suc de fruites o aigua, aromes naturals (pell ratllada de cítrics, etc.), midó i solen tenir una mica de suc de llimona. De vegades poden incloure fruites seques a l'interior. Solen tenir la mida d'una pruna però també n'hi ha de minis, que són més petits.